# Dąbrówka Wisłocka
Dąbrówka Wisłocka – wieś w Polsce, położona w województwie podkarpackim, w powiecie mieleckim, w gminie Radomyśl Wielki. Dąbrówka Wisłocka położona jest we wschodniej części gminy, przy trasie Mielec – Zasów – Dębica.
| SIMC    | Nazwa      | Rodzaj    |
| ------- | ---------- | --------- |
| 0828130 | Liźniowiec | część wsi |
| 0828147 | Młyny      | część wsi |

Miejscowość jest siedzibą rzymskokatolickiej parafii Nawiedzenia Najświętszej Maryi Panny należącej do dekanatu Radomyśl Wielki.
Początki Dąbrówki sięgają połowy XVI wieku. Została założona przez hetmana Jana Tarnowskiego, właściciela klucza wiewióreckiego. W kolejnych wiekach właścicielami Dąbrówki były rody Ostrogskich, Zasławskich, Lubomirskich i Sanguszków. Często nazywana była wówczas Dąbrówką Paprocką. W I połowie XIX wieku właścicielem Dąbrówki był Ignacy Wisłocki. Odtąd też przyjęła się nazwa Dąbrówka Wisłocka.
W okresie międzywojennym Dąbrówka była silnym ośrodkiem ruchu ludowego. Do XVIII wieku wieś należała do szkółki parafialnej w Zasowie. W drugiej połowie XIX powstała jednoklasowa szkoła, w której nauczycielem był E. Wojciechowski. Obecny budynek został zbudowany w połowie lat 50. XX wieku. Generalny remont wykonano w latach 2000–2003. W miejscowości działa też Ochotnicza Straż Pożarna, z której inicjatywy wybudowano remizę i dom ludowy.
Dąbrówka od początku przynależała do parafii Zasów. W roku 1920 osiedliły się tam Siostry Służebniczki NMP Starowiejskie. Wybudowały one kaplicę, do której dojeżdżał ksiądz z Zasowa. Od roku 1970 ksiądz rezydował tu już na stałe. W roku 1985 ustanowiono samodzielną parafię. W tym też roku przystąpiono do budowy kościoła parafialnego.
W latach 1975–1998 miejscowość administracyjnie należała do województwa tarnowskiego.
Z Dąbrówki Wisłockiej pochodził Julian Maj – lekarz, oficer Polskich Sił Zbrojnych, uczestnik bitwy o Monte Cassino.